# Beau Jeu
Beau Jeu (произнася се бо жу) е една от двете топки на Европейското първенство по футбол през 2016 г. Тя е използвана за груповата фаза на турнира, след което е заменена от Fracas (вариант на Beau Jeu) за елиминационната фаза, отбелязвайки първия път в историята на първенството, в който са използвани две различни топки. На френски фразата Beau Jeu означва „красива игра“.
В мача от груповата фаза между Швейцария и Франция на 19 юни, топката се спуква по време на единоборство между Антоан Гризман и Валон Бехрами.
Errejota, официалната топка на Олимпийските игри през 2016 г., е базирана на Beau Jeu, но е с промени по дизайна.

## Дизайн
Топката е базирана на Brazuca, официалната топка на Световното първенство през 2014 г. Тя има нов дизайн, включващ сини и оранжеви елементи, който образуват букви и цифри на всяка линия. Така бива изписано „EURO“ и „2016“.
|  | Тази страница частично или изцяло представлява превод на страницата Adidas Beau Jeu в Уикипедия на английски. Оригиналният текст, както и този превод, са защитени от Лиценза „Криейтив Комънс – Признание – Споделяне на споделеното“, а за съдържание, създадено преди юни 2009 година – от Лиценза за свободна документация на ГНУ. Прегледайте историята на редакциите на оригиналната страница, както и на преводната страница, за да видите списъка на съавторите. ВАЖНО: Този шаблон се отнася единствено до авторските права върху съдържанието на статията. Добавянето му не отменя изискването да се посочват конкретни източници на твърденията, които да бъдат благонадеждни. |